# Ciao Norma Jean
Ciao Norma Jean (Goodbye, Norma Jean) è un film drammatico statunitense del 1976 diretto da Larry Buchanan e basato sulla vita dell'attrice Norma Jean Baker, in arte Marilyn Monroe.

## Trama
Norma Jean Baker è una ragazza che vive una realtà squallida. Il suo sogno è di diventare un'attrice e per questo partecipa ad un concorso di bellezza. Il fotografo Ralph Johnson la convince ad apparire in alcune foto per la pubblicità. Norma poi stringe amicizia con il produttore Hal James che la fa diventare una star del cinema con il nome d'arte di Marilyn Monroe.
Nel corso dei suoi tentativi di entrare nel mondo dello star system, Norma subisce numerose violenze e tentativi di approcci sessuali poco leciti (tra cui anche la violenza da parte di un ufficiale di polizia che la ferma per eccesso di velocità) da parte di fotografi, produttori e faccendieri vari che le fanno, di volta in volta, proposte sempre più allettanti.

## Produzione
Il film è una produzione australiana e statunitense. Prodotto dalla Austamerican Productions, fu diretto dal regista di B-Movie Larry Buchanan. Nel 1989 fu distribuito un altro film di Buchanan riguardante Marilyn Monroe, Buonanotte, dolce Marilyn (Goodnight, Sweet Marilyn), in cui erano presenti diversi spezzoni di Ciao Norma Jean.

## Critica
Il film non ricevette critiche positive all'uscita. In Australia fu etichettato come un "film squallido e poco convincente [...] girato in maniera pacchiana e disordinata".
Il regista Buchanan approfondisce in maniera quasi ossessiva i tratti umilianti degli incontri di lavoro dell'attrice nel corso dei suoi vari tentativi di entrare nel mondo del cinema, con un occhio particolare rivolto alle violenze di tipo sessuale che la ragazza deve subire di volta in volta e che le provocano un odio stesso verso il sesso. Il soggetto e diverse scene di nudo tendono a far rientrare la produzione nel genere del sexploitation, una categoria per la quale Buchanan aveva già prodotto diversi lungometraggi negli anni precedenti.
Secondo il Morandini il film è "un penoso, inconsistente tentativo, persino dilettantesco nel suo scandalismo da rotocalco" di ricostruire l'adolescenza, i primi anni e primi tentativi di entrare nel mondo del cinema da parte dell'attrice.

## Distribuzione
Alcune delle uscite internazionali sono state:
- nel febbraio 1976 negli Stati Uniti (Goodbye, Norma Jean)
- in Australia (Goodbye, Norma Jean)
- in Italia (Ciao Norma Jean)
- in Germania (Goodbye Sweet Marilyn, DVD)
- in Finlandia (Hyvästi, Norma Jean - tervetuloa, Marilyn Monroe)